# 尾張旭車站
尾張旭車站（日语：／ Owari-asahi eki */?）是位於愛知縣尾張旭市東大道町原田，為名鐵瀨戶線車站之一。本站西邊有尾張旭檢車區，所以本站有回廠班次列車。

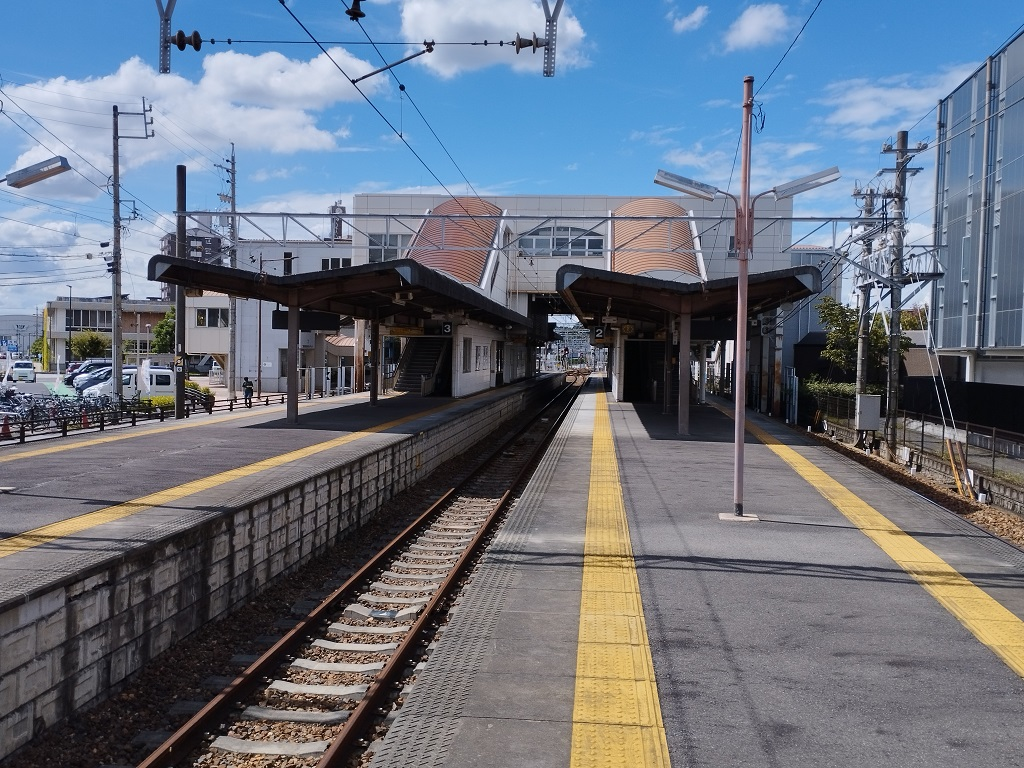
月台(2022年9月)

## 車站結構
本站為為2面3線島式月台之地面車站，設有跨站式站房。在中央的1條軌道為折返回大曾根及榮町方向專用軌道，其兩側有第2與第3兩座月台。本軌道在往尾張瀨戶方面設有止衝擋，軌道止於東側之平交道前方。第2月台為下站專用月台，在旁側之第1月台則為往尾張瀨戶方向月台。

### 月台配置
| 月台 | 路線   | 方向 | 目的地                   | 備註     |
| ---- | ------ | ---- | ------------------------ | -------- |
| 1    | 瀨戶線 | 下行 | 新瀨戶、尾張瀨戶方向     |          |
| 2    | 瀨戶線 | -    | 下車專用（此站停止營運） |          |
| 3    | 瀨戶線 | 上行 | 喜多山、大曾根、榮町方向 | 此站始發 |
| 4    | 瀨戶線 | 上行 | 喜多山、大曾根、榮町方向 |          |

### 配線圖
| ← 尾張瀨戶方向  | 尾張旭站、尾張旭檢車支區 構內配線略圖 | → 大曾根、 榮町方向 |
| 图例 参考文献： |                                       |                     |

## 相鄰車站
名古屋鐵道
 瀨戶線
■急行（此站以東各站停車）
大森·金城學院前（ST12）－尾張旭（ST15）－三鄉（ST16）
■準急、■普通
旭前（ST14）－尾張旭（ST15）－三鄉（ST16）

## 外部連結
- 尾張旭 - 名古屋鐵道